# Cloreto de estrôncio
Cloreto de estrôncio (SrCl2) é um sal de estrôncio e cloro. É iônico e solúvel em água. É menos tóxico que o cloreto de bário, mas é mais tóxico que o cloreto de cálcio. Emite um brilho vermelho quando aquecido em uma chama (teste da chama).

## Propriedades químicas
Cloreto de estrôncio é um típico sal iônico de metal, e pode ser usado como uma fonte de outros compostos de estrôncio tal como o cromato de estrôncio:
SrCl2(aq)  +  Na2CrO4(aq)  →  SrCrO4(s)  +  2 NaCl(aq)
SrCl2 sempre atua como um sal simples, e é completamente neutro em solução.

## Preparação
Cloreto de estrôncio pode ser preparado do hidróxido de estrôncio ou carbonato de estrôncio por reação com ácido clorídrico:
Sr(OH)2(aq)  +   2 HCl(aq)  →  SrCl2(aq)  +  2 H2O(aq)
Pode também ser preparado pela união dos elementos, estrôncio e cloro, diretamente.

## Usos
Não há muitos usos para o cloreto de estrôncio, mas ele pode ser usado para preparar compostos menos comuns de estrôncio, e pode ser útil em reduzir a sensibilidade ao látex, e é conhecido como Elecol para este propósito.
É adicionado a cremes dentais para reduzir sensibilidade dentária, estes cremes, tais como o Sensodyne, são chamados "cremes dentais de cloreto de estrôncio", embora muitos agora usem nitrato de potássio em substituição aquele (com a exceção do Sensodyne original). Como o cloreto de bário pode ser usado para teste para íon sulfato, mas não a demasiadamente baixa concentração, porque o sulfato de estrôncio é mais solúvel que o sulfato de bário.
SrCl2(aq)  +  SO42−(aq)  →  SrSO4(s)  +  2 Cl−(aq)
Cloreto de estrôncio é ocasionalmente usado como agente colorante para chamas (vermelho) em pirotecnia, e em pequenas quantidades na fabricação de vidro e metalurgia.
É usado ainda em medicina homeopática sob o nome de strontium chlorii.
O isótopo radioativo estrôncio-89 é usualmente administrado na forma de cloreto de estrôncio: é usado no tratamento de câncer ósseo.
Aquários de água marinha devem ter adicionadas pequenas quantidades de cloreto de estrôncio à água, e ela é consumida na produção de exoesqueleto de certos planctons.

## Precauções
Embora muito menos tóxico que o cloreto de bário, o cloreto de estrôncio ainda deve ser manuseado com cuidado.